# Арлекин (театр, Дмитров)
«Образцовый» театр-студия «Арлеки́н» — дмитровский детский театр, существующий с 1990 года.

## Спектакли

### Постановки прошлых лет
- 1991 — «Овощная фантазия» Ирины и Алексея Тархановых, постановка Владимира Соловьева, премьера 19 мая 1991 года
- 1991 — «Сверху мило — внутри гнило», авторский сатирический спектакль, постановка Владимира Соловьева, премьера 29 декабря 1991 года
- 1992 — «Балаболка» Маргариты Рыжковой, постановка Владимира Соловьева, премьера 28 декабря 1992 года
- 1993 — «Ванька-Рататуй», фольклорный спектакль, постановка Владимира Соловьева, премьера 27 декабря 1993 года
- 1994 — «В стихах и в прозе», литературный спектакль, постановка Владимира Соловьева, премьера 15 мая 1994 года
- 1995 — «Волшебные башмаки» Геннадия Мамлина, постановка Владимира Соловьева, премьера 26 февраля 1995 года
- 1996 — «А у нас во дворе», по стихотворениям Агнии Барто, постановка Владимира Соловьева, премьера 19 мая 1996 года
- 1997 — «Голый король» Евгения Шварца, постановка Владимира Соловьева, премьера 20 марта 1997 года
- 1998 — «Муха-Цокотуха» Корнея Чуковского, постановка Владимира Соловьева, премьера 23 мая 1998 года
- 1999 — «Сладкая собачка, или ошибка Великой Василисы Осокиной» Афанасия Салынского, постановка Владимира Соловьева, премьера 23 мая 1999 года
- 2000 — «Золушка» Евгения Шварца, постановка Владимира Соловьева, премьера 28 мая 2000 года
- 2001 — «Красная шапочка» Евгения Шварца, постановка Владимира Соловьева, премьера 27 мая 2001 года
- 2002 — «Приключения Нюрочки-Дурочки» Дарьи Шитовой, постановка Владимира Соловьева, премьера 28 мая 2002 года
- 2003 — «Фараон Кузя» Ларисы Титовой и Александра Староторжского, постановка Владимира Соловьева
- 2004 — «Стойкий оловянный солдатик» Сергея Баневича, постановка Владимира Соловьева
- 2005 — «…Весна, война, Томилино…» по пьесе «Солдат и мальчик» Анатолия Приставкина, постановка Владимира Соловьева
- 2006 — «Переступив порог…» по повести Владимира Тендрякова «Ночь после выпуска», постановка Владимира Соловьева
- 2007 — «Свадьба» А. П. Чехова, постановка Владимира Соловьева
- 2007 — «Зайка-Зазнайка» Сергея Михалкова, постановка Владимира Соловьева
- 2008 — «Королевские зайцы» Петера Асбьёрсена, постановка Владимира Соловьева
- 2008 — «Генерал Фанта-Геро» Сергея Шувалова, по мотивам средневековых итальянских сказаний, премьера 20 декабря 2008 года
- 2009 — «Владимир Высоцкий», музыкально-поэтический спектакль, премьера 30 мая 2009 года
- 2010 — «Медведь!», водевиль в одном действии, постановка Евгения Кабаргина, премьера 16 мая 2010 года
- 2011 — «Вредные советы» по произведениям Григория Остера, постановка Олеси Климчук и Владимира Авдеева, премьера 17 мая 2011 года
- 2011 — «Принцесса без горошины» Евгения Тыщука, комедия для детей и взрослых, постановка Евгения Кабаргина и Владимира Авдеева, премьера 29 мая 2011 года
- 2012 — «Меня зовут Пеппи», фантазия по мотивам Астрид Линдгрен, постановка Евгения Кабаргина, премьера 7 апреля 2012 года
- 2012 — «Диканька. Страшные сказки» Н.В.Гоголя, мистические истории в одном действии, постановка Евгения Кабаргина, премьера 8 декабря 2012 года

### Текущий репертуар
- 2014 — «Из жизни насекомых» по мотивам «Мухи-Цокотухи» Корнея Чуковского, постановка Юлии Бычковой, премьера 18 мая 2014 года
- 2015  — «Маленькое путешествие по сказкам» (по мотивам сказок «Улитка и розовый куст», «Смоляное чучелко», «Золушка», «Дюймовочка»)
- 2016 — «Потерянное время» по пьесе А.Богачевой, постановка Юлии Бычковой, премьера 23 апреля 2016 года

## Адрес
- Адрес: Дмитров, ул. Загорская, д.64 (здание РДК «Созвездие»)
- Телефоны: +7 (496) 227-34-24, 227-85-17